# Najwyższy czas (film 1960)
Najwyższy czas (ang. High Time) – amerykański film komediowy z 1960 roku w reżyserii Blake’a Edwardsa, w którym występują Bing Crosby, Fabian Forte, Tuesday Weld i Nicole Maurey.

## Fabuła
Harvey Howard (Bing Crosby), wdowiec w średnim wieku, ojciec dwojga dorosłych dzieci, uświadamia sobie nagle, że goniąc za sukcesem i pieniędzmi zaniedbał swoją edukację. Nie ukończył bowiem wyższej szkoły, nad czym bardzo ubolewa. Mimo sprzeciwu dzieci postanawia podjąć studia i zamieszkać w akademiku. Razem z młodszymi kolegami chodzi na zajęcia i prowadzi bujne życie towarzyskie.

## Obsada
- Bing Crosby
- Fabian Forte
- Tuesday Weld
- Nicole Maurey
- Richard Beymer
- Patrick Adiarte
- Yvonne Craig
- Jimmy Boyd
- Gavin MacLeod
- Kenneth MacKenna
- Nina Shipman

i inni.